# Kimberly Steward
Kimberly Steward é uma produtora estadunidense. Filha do empresário bilionário David Steward, foi indicada ao Oscar 2017 pela realização do filme Manchester by the Sea.

## Prêmios e indicações
- Pendente: Oscar de melhor filme, por Manchester by the Sea.